# Darapsa
Darapsa ist eine Gattung von Schmetterlingen aus der Familie der Schwärmer (Sphingidae). Die Gattung ist nahe mit der Gattung Xylophanes verwandt.

## Merkmale
Die Falter sind mittelgroß. Ihre Vorderflügel haben eine leicht sichelförmige Spitze, einen konvexen Außenrand und einen scharfen Analwinkel. Die dünnen Fühler sind an ihrem Ende gekrümmt. Darapsa versicolor hat eine auffällige weiße Vorderflügelmusterung, die sich deutlich von der olivgrünen Grundfarbe abhebt. Die anderen beiden Arten der Gattung sind hingegen ziemlich dunkel gefärbt.
Die Raupen der drei Arten sehen sich sehr ähnlich. Das erste Hinterleibssegment ist stark verdickt. Anders als sonst bei Schwärmern üblich, können die Raupen ihre ersten Körpersegmente und den Kopf nicht in das verdickte Segment zurückziehen. Das Analhorn ist auffällig und fleischig. Die Puppen sind sich ebenso sehr ähnlich. Sie sind hellbeige bis gräulich, etwas gedrungen und haben eine matte, leicht raue Oberfläche. Die Flügelscheiden sind stark schwarz gepunktet. Die Augen, Stigmen und Intersegmentalhäute am Hinterleib sind schwarz.

## Vorkommen und Lebensweise
Die Gattung ist nearktisch verbreitet. Die Raupen ernähren sich von verschiedenen Pflanzenarten aus den Familien der Weinrebengewächse (Vitaceae), Heidekrautgewächse (Ericaceae), Geißblattgewächse (Caprifoliaceae), Rötegewächse (Rubiaceae), Hortensiengewächse (Hydrangeaceae) und Weiderichgewächse (Lythraceae). Die Verpuppung erfolgt in einem Kokon aus gesponnener Seide und Pflanzenteilen u. ä. auf oder knapp unter der Erdoberfläche.

## Systematik
Weltweit sind drei Arten der Gattung bekannt:
- Darapsa choerilus (Cramer, 1779)
- Darapsa myron (Cramer, 1779)
- Darapsa versicolor (Harris, 1839)

## Belege